# Augustopolis in Phrygia
Augustopolis in Phrygia (łac. Diœcesis Augustopolitanus in Phrygia) – stolica historycznej diecezji w Cesarstwie Rzymskim (prowincja Frigia Salutare), współcześnie w Turcji. Wzmianki o jej biskupach pochodzą z IV–IX wieku. Od XV wieku katolickie biskupstwo tytularne, nieobsadzone od 1968.

## Biskupi tytularni
| Lp. | Biskup                                         | Od                | Do                  |
| --- | ---------------------------------------------- | ----------------- | ------------------- |
| 1   | Nicola de Rochis de Musciolo OSB               | 14 września 1452  | brak danych         |
| 2   | Martin                                         | 1 września 1516   | brak danych         |
| 3   | Johann Laymann                                 | 20 lutego 1521    | 11 czerwca 1550     |
| 4   | Eucharius Sang                                 | 16 lutego 1598    | 11 marca 1620       |
| 5   | Jodok Wagenhauer                               | 23 maja 1622      | 19 stycznia 1635    |
| 6   | François Mallier du Houssay                    | 7 kwietnia 1636   | 2 listopada 1641    |
| 7   | Ferdinand de Neufville de Villeroy             | 13 czerwca 1644   | 20 listopada 1646   |
| 8   | Pierre de Bedacier                             | 1 marca 1649      | październik 1660    |
| 9   | Stephanus Kadà                                 | 5 listopada 1689  | 16 stycznia 1696    |
| 10  | Romedius von Sarentheim                        | 31 sierpnia 1767  | 24 marca 1774       |
| 11  | Alfonso Aguado y Jaraba                        | 9 sierpnia 1802   | 1815                |
| 12  | Patrick Burke                                  | 12 stycznia 1819  | 8 maja 1827         |
| 13  | Francesco de’ Marchesi Canali                  | 30 września 1834  | 8 lipca 1839        |
| 14  | José Hilarión de Etura y Cevallos OP           | 23 grudnia 1839   | 23 czerwca 1849     |
| 15  | Athanasius Eduard Zuber                        | 8 marca 1854      | 14 maja 1872        |
| 16  | Ramón María de San José Moreno y Castañeda OCD | 13 lipca 1883     | 26 maja 1890        |
| 17  | Ruggero Catizone                               | 28 września 1895  | styczeń 1908        |
| 18  | Joseph-Marie-Désiré Guiot SMM                  | 3 kwietnia 1908   | 24 grudnia 1941     |
| 19  | Anton Akšamović                                | 28 marca 1942     | 7 października 1959 |
| 20  | Marius Maziers                                 | 17 listopada 1959 | 24 stycznia 1966    |
| 21  | Justin Najmy BA                                | 27 stycznia 1966  | 11 czerwca 1968     |